# Le Mesnil-Villeman
 Le Mesnil-Villeman  es una población y comuna francesa, situada en la región de Baja Normandía, departamento de Mancha, en el distrito de Coutances y cantón de Gavray.

## Demografía
| 454 | 381 | 321 | 275 | 253 | 245 |
| Para los censos de 1962 a 1999 la población legal corresponde a la población sin duplicidades (Fuente: INSEE [Consultar]) |     |     |     |     |     |